# Лоскуня
45°20′ пн. ш. 15°40′ сх. д. / 45.34° пн. ш. 15.67° сх. д.
Лоскуня (хорв. Loskunja) — населений пункт у Хорватії, у Карловацькій жупанії у складі громади Войнич.

## Населення
Населення за даними перепису 2011 року становило 58 осіб.
Динаміка чисельності населення поселення: